# Diocèse de Sion
Ne doit pas être confondu avec Principauté épiscopale de Sion.
Le diocèse de Sion (en latin : diocoesis Sedunensis ; en allemand : Bistum Sitten) est une église particulière de l'Église catholique en Suisse. Son siège est à Sion, la capitale du canton du Valais. Il couvre la majeure partie de ce canton et du district d'Aigle. Exempt, il relève immédiatement du Saint-Siège.

## Territoire
Le diocèse de Sion confine : au nord, avec ceux de Lausanne, Genève et Fribourg et de Bâle ; à l'est, avec ceux de Coire et de Lugano ; au sud-est, avec celui de Novara ; au sud, avec celui d'Aoste ; et, à l'ouest, avec celui d'Annecy.
Il couvre :
- le canton du Valais, à l'exception de Saint-Maurice, Vernayaz, Salvan et Finhaut, qui relèvent de l'abbaye territoriale de Saint-Maurice, et de Saint-Gingolph, qui relève du diocèse d'Annecy ;
- le district d'Aigle du canton de Vaud, à l'exception de Villeneuve[1].

## Subdivisions
Au 1er janvier 2013, le diocèse de Sion est divisé en cent cinquante-huit paroisses : huitante-huit dans la partie francophone du diocèse et septante, dont deux personnelles, dans le Haut-Valais, la partie germanophone du diocèse. Elles sont réparties entre trente-cinq secteurs pastoraux, eux-mêmes répartis entre douze décanats.
| Secteur pastoral          | Décanat         | Langue   | Canton |
| ------------------------- | --------------- | -------- | ------ |
| Obergoms                  | Ernenle         | allemand | Valais |
| Untergoms                 | Ernen           | allemand | Valais |
| Mörel                     | Brigue (Brig)   | allemand | Valais |
| Brigue (Brig)             | Brigue (Brig)   | allemand | Valais |
| Simplon                   | Brigue (Brig)   | allemand | Valais |
| Viège (Visp)              | Viège (Visp)    | allemand | Valais |
| Stalden                   | Viège (Visp)    | allemand | Valais |
| St. Niklaus               | Viège (Visp)    | allemand | Valais |
| Saastal                   | Viège (Visp)    | allemand | Valais |
| Zenmatt                   | Viège (Visp)    | allemand | Valais |
| Löschental                | Rarogne (Raron) | allemand | Valais |
| Rarogne (Raron)           | Rarogne (Raron) | allemand | Valais |
| Schattenberge             | Rarogne (Raron) | allemand | Valais |
| Leukenbad                 | Loèche (Leuk)   | allemand | Valais |
| Loèche (Leuk)             | Loèche (Leuk)   | allemand | Valais |
| Turtmann                  | Loèche (Leuk)   | allemand | Valais |
| Noble et louable contrées | Sierre          | français | Valais |
| Sierre ville              | Sierre          | français | Valais |
| Sierre plaine             | Sierre          | français | Valais |
| Anniviers                 | Sierre          | français | Valais |
| Sion                      | Sion            | français | Valais |
| Rive droite               | Vex             | français | Valais |
| Hérens                    | Vex             | français | Valais |
| Nendaz                    | Vex             | français | Valais |
| Coteaux du soleil         | Ardon           | français | Valais |
| Deux Rives                | Ardon           | français | Valais |
| Bagnes                    | Martigny        | français | Valais |
| Entremont                 | Martigny        | français | Valais |
| Martigny                  | Martigny        | français | Valais |
| Saint-Maurice             | Monthey         | français | Valais |
| Haut-Lac                  | Monthey         | français | Valais |
| Monthey                   | Monthey         | français | Valais |
| Illiez                    | Monthey         | français | Valais |
| Aigle                     | Aigle           | français | Vaud   |
| Loèche ouest (Leuk West)  | Loèche (Leuk)   | allemand | Valais |

## Histoire
Fondé à la fin du IVe siècle, son siège fut d'abord à Octodure, l'actuelle Martigny. La plus ancienne mention du diocèse remonte à 381, lorsque l'évêque d'Octodure participa au concile d'Aquilée. C'est Théodore, plus célèbre sous le nom de « saint Théodule » et connu pour la fondation du culte de saint Maurice, qui y assista.
Ce n'est qu'au VIe siècle que le siège fut déplacé à Sion, probablement à la suite d'incursions lombardes le long de la route stratégique du Grand-Saint-Bernard.
En 975, le concile de Francfort crée la province ecclésiastique de Tarentaise comprenant les évêchés de Moûtiers, de Sion et d'Aoste.
En 999, l'évêque de Sion est fait comte du Valais par le roi Rodolphe III de Bourgogne. Durant tout le Moyen Âge, il luttera pour maintenir son contrôle face à la menace étrangère (les Zähringen, puis les Savoie) et face au désir d'émancipation des notables valaisans (les La Tour, puis les dizains représentés par la Diète).
Le Valais, en même temps que le reste du royaume de Bourgogne, est intégré en 1032 au Saint-Empire romain germanique. Au bénéfice de l'immédiateté impériale, l'évêque, en tant que comte du Valais, devient prince d'Empire. Il est désormais connu sous le titre de prince-évêque.
L'influence des Humbertiens, puis des Savoie, débute avec la nomination d'Aymon, fils du comte Humbert, à la tête de l'évêché en 1034. Les possessions des Humbertiens sont imbriquées avec celles de l'évêque de Sion en Valais d'où de nombreuses tensions, notamment au XIIIe siècle face à Pierre de Savoie, qui, lors du printemps 1260, impose une paix à l'évêque et la reconnaissance de la frontière entre la juridiction du Chablais savoyard et du Valais à la Morge de Conthey,. Les savoyards contrôlent désormais le château de Montorge, près de Sion. En 1263, l'évêque reprend le château. Au XIVe siècle, les futurs comtes de Savoie obtiennent le titre de « vicaire impérial perpétuel pour les villes et diocèses de Sion, Lausanne, Genève, Aoste, Ivrée, Turin, la Maurienne, la Tarentaise, Belley et le comté de Savoie ».
Cette période marque le début, en 1428, des procès en sorcellerie du Valais, dans lesquels les princes-évêques de Sion joueront un rôle déterminant, et qui sont également révélateurs des tensions territoriales entre la Savoie et le Valais.
Durant les guerres d'Italie, le cardinal Matthieu Schiner (1465-1522) joua un rôle important dans la mobilisation de troupes suisses contre la France.
Alors que depuis sa création, l'évêché était subordonné à l'évêché métropolitain de Vienne, Matthieu Schiner obtint du pape de dépendre directement de Rome.
À la même époque (XVIe siècle), l'évêché de Sion est le plus riche des évêchés sous la coupe des princes de Savoie - mais son revenu annuel de 6 000 livres reste inférieur à la moyenne de 8 000 livres de revenus des évêchés français.

## Héraldique
| Blason de Diocèse de Sion | Blason  | De gueules, chargé d'un glaive d'argent et d'une crosse du même, posés en sautoir. Ornements extérieursCroix de procession à une traverse posée en pal derrière l'écu |
| Blason de Diocèse de Sion | Détails | |

## Cathédrale et basilique mineure
La cathédrale Notre-Dame (en allemand : Kathedrale Unserer Lieben Frau) de Sion, dédiée à sainte Marie, est l'église cathédrale du diocèse.
La basilique Notre-Dame de Valère est une basilique mineure.

## Évêques
Lors de la vacance du siège épiscopal, il faut nommer un nouvel évêque à la tête du diocèse. Dans le diocèse de Sion, ce dernier est librement nommé par le Saint-Siège. Toutefois, dans une lettre du 30 décembre 1918, le pape Benoît XV informe que le Saint-Siège tiendra compte de l'avis du Grand Conseil et ne nommera comme évêque qu'un candidat pour lequel ce dernier aura donné son aval.